# 高師直
高師直（日语：／ Kō no Moronao，？—1351年3月24日），日本南北朝時代武將。

## 生平
足利尊氏的侧近，参加讨幕战争，建武新政等。南北朝动乱时期，与楠木正成，北畠显家，新田义贞等名将长期对阵。
1338年，足利尊氏就任征夷大将军，开创室町幕府、高师直成为将军家的執事，得到巨大权力。
1338年3月，高师直在攻打显信坚守的男山城受挫后，改变战术，除留下部分部队围城外，主力从各个方向朝一马平川的四天王寺合围过来。15日，京方军队在四天王寺附近和北畠显家的部队遭遇，拉开了阿部野战役的序幕。16日晨，从两翼进行包抄作战的细川显氏、高师冬加入战团，遭到夹击的显家军一败涂地，本阵四天王寺陷落。
1338年5月，北畠显家在和泉的堺再次起兵，高师直带兵赶来与北畠显家大战，北畠显家战死。
1348年（贞和三年）高师直在四条畷之战中大破南军，楠木正行与楠木正时兄弟自杀，高师直乘胜追击，南朝首都吉野陷落，南朝后村上天皇逃亡贺名生，建立贺名生朝廷。
1349年（贞和四年）6月，上杉重能和昌山直宗以及神僧妙吉的进言，足利直义向将军尊氏请求，罢免了执事高师直（后任高师直之甥高师世）。直义并同时向北朝光严上皇请求颁下讨伐高师直的院宣（即圣旨）。
1349年（贞和四年）8月12日，高师直率领河内军队上洛（特指进京），并与兄长高师泰一起讨伐足利直义。
13日，直义逃入将军尊氏官邸，高师直包围官邸，要求交出上杉重能，昌山直宗。在神僧梦窗疏石的调解下，以流放上杉重能，昌山直宗，直义出家，并退出幕政为条件，高师直退兵。该事件是尊氏与高师直一起谋划的迫使直义推出幕政的阴谋。根据议和条件，直义的职务由派驻镰仓的尊氏的嫡子足利义诠进京，担任政务官告终。虽然事件和平解决，但是由于该事件，直义与尊氏的矛盾已经不可调和。
11月，义诠进京。12月，直义出家，法号惠源。同月，上杉重能和昌山直宗流放途中遭到高师直属下暗杀，两派的矛盾再度急剧恶化。
1350年（观应元年）10月，直义的养子足利直冬在九州叛乱。尊氏派兵镇压。途中，直义出奔，并与南朝议和，投降。足利直义受颁纶旨，南朝要求直义讨伐尊氏。直义派山名时氏、细川显氏等纷纷出兵。尊氏返还备后国，高师直兄弟加入。观应之乱正式爆发。11月，直义向全国以讨伐高氏兄弟为名征集全国武士，北朝光严上皇颁布讨伐直义的院宣。
1351年（观应二年）1月，直义军进军京都，义诠逃走，但是上皇和朝廷落入直义派手中。
2月，尊氏军和直义军在播磨国光明寺和摄津国打出浜大战。尊氏的北朝军以2万人马对直义军1万2千人马占据上风。但是因直义对这场战斗蓄谋已久，加上南朝军士气高昂，大败北朝军。尊氏不得不向直义休战求和，作为和睦的条件便是让掌权的高师直兄弟免职出家。
高师直，高师泰兄弟按照条件从摄津护送向京都，却在摄津的武库川遭到直义派的仇人上杉能憲的军队埋伏，高氏一族被满门抄斩。